# Éltető szerelem
Az Éltető szerelem (eredeti cím: Vivir de amor) 2024-es mexikói telenovella, amelyet Katia Rodríguez Estrada és Doménica Tarello alkotott, a 2010-es Laços de Sangue című portugál teleregény alapján. A főbb szerepekben Kimberly Dos Ramos, Gala Montes, Emmanuel Palomares, Juan Diego Covarrubias és Joshua Gutiérrez látható.
Mexikóban a Las Estrellas 2024. január 29-e és 2024. július 26-a között mutatta be, Magyarországon a TV2 tűzte műsorára 2024. október 7-e és 2025. április 22-e között.

## Cselekmény
20 évvel ezelőtt a Del Olmo család lányát, Fridát  elrabolják. A kislány apja meghal, miközben szembeszáll a bűnözőkkel. A rendőrség nem találta meg a kislányt, és halottnak nyilvánították. Azonban arról nem tudnak, hogy sikerült megszöknie a bűnözőktől, és így keresztezte Alma  és Antonio útját, akik épp eltemették kislányukat, Rebeca-t. A vesztéség mély fájdalmától úgy döntenek, hogy megtartják Frida-t, és halott kislányukat helyettesítik vele.
Rebeca egy szerény környezetben nő fel, és miután felfedezi valódi származását, úgy dönt, hogy bosszút áll vérszerinti családján, mivel azt gondolja, hogy magára hagyták. Haragja húgára, Angelli-re  összpontosul, akit irigyel, amiért mindazon luxus között nőtt fel, amiben ő hiányt szenvedett, emellett nemrég jelentette be eljegyzését a gazdag és jóképű vállalkozóval, José Emilio Aranda Rivero Cuéllar-ral.
Don Emilio, a Rivero Cuéllar család feje stroke-ot kap, amikor rájön, hogy az unokája, Misael több milliós csalást követett el a vállalatnál, melyet José Emilio-nak kell megmentenie a csődtől.
Rebeca és Misael gonoszsága szembenéz José Emilio és Angelli nemességével és igazságérzetével, akiknek szívükkel kell harcolniuk a szerelmükért, hogy legyőzzék az igazsággal a hazugságokat, melyek tönkre akarják tenni őket.

## Szereplők

### Főszereplők
| Színész                | Szereplő                                       | Magyar hang           |
| ---------------------- | ---------------------------------------------- | --------------------- |
| Kimberly Dos Ramos     | Angelli del Olmo Sandoval                      | Csifó Dorina          |
| Emmanuel Palomares     | José Emilio Aranda Rivero Cuéllar              | Szabó Máté            |
| Gala Montes            | Frida del Olmo Sandoval / Rebeca Sánchez Trejo | Pekár Adrienn         |
| Juan Diego Covarrubias | Luciano Garza Treviño                          | Markovics Tamás       |
| Joshua Gutiérrez       | Misael Pastrana Rivero Cuéllar                 | Pásztor Tibor         |
| Eugenia Cauduro        | Cristina Rivero Cuéllar                        | Szórádi Erika         |
| René Strickler         | Adolfo Pastrana                                | Zöld Csaba            |
| Bárbara Islas          | Doris Mendoza                                  | Sipos Eszter Anna     |
| Gabriela Spanic        | Mónica Rivero Cuéllar                          | Orosz Anna            |
| Mariluz Bermúdez       | Fátima Aranda Rivero Cuéllar                   | Dögei Éva             |
| Amairani Romero        | Elena Sandoval del Olmo                        | Zakariás Éva          |
| Magda Karina           | Alma Trejo                                     | Kovács Nóra           |
| Isabel Madow           | Wanda Carmín                                   | Farkas Laura          |
| Isadora González       | Gildarda "Gi" Corcuera                         | Madarász Éva          |
| Mauricio Aspe          | Armando Cienfuegos                             | Megyeri János         |
| Malillany Marín        | Jimena Díaz                                    | Györfi Laura          |
| Krizia Preciado        | Romina Castillo                                | Solecki Janka         |
| Marco León             | Sebastián Briseño del Olmo                     | Szatory Dávid         |
| Roberto Romano         | Bruno Fonseca                                  | Moser Károly          |
| Patricio José          | Renato Esquivel                                | Szabó Andor           |
| Mauricio García-Muela  | Iker Beltrán                                   | Pál Tamás             |
| Fidel Zizumbo          | Olmo Sandoval                                  | Czető Ádám            |
| Renata Chacón          | Matilde Garza Castillo                         | Engel-Iván Lili       |
| Alessio Valentini      | Lucas Farías Méndez                            | Kerekes Máté          |
| Mateo Camacho          | Gabriel Álvarez                                | Pál Dániel Máté       |
| Leo Casta              | Brayan Maldonado                               | Hám Bertalan          |
| Emilio Palacios        | Ramiro López                                   | Kádár-Szabó Bence     |
| Paola Hasany           | Sandra Fernández                               | Hermann Lilla         |
| Orlando Santana        | Memo                                           | Weigert Viktor        |
| Yael Fernández         | Axel                                           | Bergendi Áron         |
| André Sebastián        | Pedrito                                        |                       |
| Emi Ducoing            | Javier Garza Castillo                          | Holló-Zsadányi Norman |
| Regis                  | Loli García                                    | Schmidt Regina        |
| Alessandro Islas       | David                                          | Tóth Csanád           |
| Eric del Castillo      | Emilio Rivero Cuéllar                          | Barbinek Péter        |
| Adanely Núñez          | Guadalupe Méndez Trejo                         | Bogdányi Titanilla    |

### Mellékszereplők
| Színész               | Szereplő                    | Magyar hang   |
| --------------------- | --------------------------- | ------------- |
| Christian de la Campa | Ulises del Olmo             | Bor László    |
| Josselyn Garciglia    | Dulce Aranda Rivero Cuéllar | Laudon Andrea |
| Francisco Gattorno    | Antonio Sánchez             | Sótonyi Gábor |
| Enrique Montaño       | Luis Farías                 | Renácz Zoltán |
| Perla Corona          | Perla Corral                | Böhm Anita    |
| Manuel Riguezza       | Carmelo Jiménez             | Czető Roland  |
| Marcelo Buquet        | Mauricio Aranda             | Tarján Péter  |
| Milia Nader           | La Pinky                    | Nagy Edit     |

### Magyar változat
A szinkront a Direct Dub Studios készítette.
- Szinkronrendező: Gazdik Katalin
- Magyar szöveg: Seres Bernadett

## Évados áttekintés
| Évad | Évad | Epizód | Eredeti sugárzás | Eredeti sugárzás | Eredeti adó | Magyar sugárzás  | Magyar sugárzás   | Magyar adó |
| Évad | Évad | Epizód | Évadpremier      | Évadfinálé       | Eredeti adó | Évadpremier      | Évadfinálé        | Magyar adó |
| ---- | ---- | ------ | ---------------- | ---------------- | ----------- | ---------------- | ----------------- | ---------- |
|      | 1    | 130    | 2024. január 29. | 2024. július 26. |             | 2024. október 7. | 2025. április 22. | TV2        |

## A sorozat készítése
2023. augusztus 31-én bejelentették, hogy Salvador Mejía megkezdte a készülő telenovella előkészítő munkálatait. 2023. november 6-án kezdődött a telenovella forgatása, és 2024 áprilisában fejeződött be.